# Cyfeiliog
Cyfeiliog est un Commote médiéval dans le cantref de Cynan du  royaume de  Powys. Cynan est également constitué par le commote de Mawddwy
. D'autres sources présentent le Cyfeiliog comme un cantref à part entière, peut-être du fait que Cynan a été rebaptisé comme commote plus vaste après l'avoir absorbé.

## Situation
Le Cyfeiliog est limité par le  cantrefi de Penllyn (cantref) (en) au nord, Caereinion (en) à l'est et Arwystli (en) au sud-est. Sa frontière au nord-ouest est constitué par le  cantref de Meirionydd du royaume de  Gwynedd, et ses frontières sud-ouest le sont par le cantref de Penweddig (en) dans le royaume de Ceredigion.

## Histoire
Après la mort de  Madog ap Maredudd, dernier prince de l'ensemble du Powys, et de son fils aîné et héritier en 1160, le royaume est divisé entre ses fils survivants  Gruffydd Maelor, Owain Fychan et Owain Brogyntyn (en), son neveu  Owain Cyfeiliog et son demi-frère 
Iowerth Goch ap Maredudd (en). 
le Cyfeiliog est attribué à Owain Cyfeiliog qui lui doit son surnom. Il rejoint l'alliance galloise d'Owain Gwynedd pour résister à l'invasion d' Henry II en 1165, mais il change ensuite d’allégeance et progressivement, il prend le contrôle d'un territoire plus vaste dans le sud du Powys, en particulier en accaparent les domaines de  Iorwerth Goch et Owain Fychan. Il transmet ses domaines à son fils  Gwenwynwyn ap Owain en 1195 à la suite de quoi ils prennent le nom de Powys Wenwynwyn.

## Source
- (en) Mike Ashley, The Mammoth Book of British Kings and Queens (England, Scotland and Wales), Londres, Robinson, 1998 (ISBN 1841190969), p. 364-375 Medieval Powys et table 18. Wales (5) - Medieval Powys